# Jonasz Protasewicz-Ostrowski
Jonasz, nazwisko świeckie Protasewicz-Ostrowski, rzadziej Protasewicz (zm. 1576) – prawosławny metropolita kijowski w latach 1567(1568?)–1576.

## Życiorys
W 1558 objął katedrę turowską po śmierci jej ordynariusza, Makarego II. Stało się tak mimo faktu, że jeszcze za życia Makarego II król Zygmunt August zobowiązał się, iż jego następcą zostanie biskup pomocniczy eparchii turowskiej Makary Jewłaszewski. Biskup Jonasz był żonaty w momencie otrzymania nominacji biskupiej.
W 1567 lub w pierwszej połowie 1568 Jonasz został nominowany na metropolitę kijowskiego. Jego chirotonia biskupia odbyła się jednak co najmniej kilka miesięcy później, gdyż we wrześniu 1568 jest nadal określany w dokumentach jako nominat. Okoliczności przyznania mu nominacji biskupiej nie są do końca wyjaśnione. Wiadomo, że w 1567, po śmierci poprzedniego metropolity, Sylwestra, król nominował na jego następcę biskupa chełmskiego i bełzkiego Teodozjusza i z nieznanych przyczyn zmienił pierwotną decyzję.
Po liście metropolity do króla Zygmunta Augusta ten obiecał nie nadawać urzędów kościelnych osobom świeckim, lub odbierać im stosowne nominacje, jeśli w ciągu trzech miesięcy od ich otrzymania nie przyjmą odpowiednich święceń. Obietnica ta nie była konsekwentnie stosowana. Z jednej strony w 1569 król odebrał Fiodorowi Bielkowiczowi nominację na przełożonego wileńskiego monasteru Trójcy Świętej, gdy ten nie zgodził się zostać mnichem, i przekazał zarząd klasztoru bezpośrednio metropolicie kijowskiemu. W tym samym jednak czasie Zygmunt August udzielił przywileju na biskupstwo turowskie świeckiemu szlachcicowi Andrzejowi Rusinowi Beresteckiemu, który nigdy nie został duchownym, a mimo to rywalizował o faktyczną kontrolę nad eparchią z Makarym Jewłaszewskim, wyświęconym w 1568 na biskupa turowsko-pińskiego. Także w eparchii łucko-ostrogskiej nominację otrzymał Jan Borzobohaty-Krasieński, który nie zamierzał wstępować do stanu duchownego, a mimo to otrzymał od króla w zarząd monaster św. Mikołaja w Żydyczynie. Dopiero po kilku latach Borzobohaty-Krasieński złożył śluby mnisze z imieniem Jonasz i przyjął chirotonię biskupią w 1571.
Metropolita Jonasz domagał się od króla pełnego zrównania episkopatu prawosławnego z łacińskim oraz nadania prawosławnym hierarchom prawa zasiadania w Radzie wielkoksiążęcej. Oczekiwał także, iż państwo zapewni faktycznie równe traktowanie duchowieństwa obydwu wyznań, nienaruszalność cerkiewnego mienia i niezależność kościelnego sądownictwa. Zygmunt August uważał jednak, że żądania te są przedwczesne.
Metropolita Jonasz w szczególny sposób opiekował się cerkwiami w Wilnie, w pierwszej kolejności katedralnym soborem Zaśnięcia Matki Bożej. W 1576, z powodu podeszłego wieku, dobrowolnie odszedł z urzędu, wskazując jako następcę szlachcica Eliasza Kuczę. Na tę decyzję wpływ mogły mieć różnice zdań z królem.